# New Kids Repackage: The New Kids
New Kids Repackage: The New Kids – album kompilacyjny południowokoreańskiej grupy iKON, wydany 7 stycznia 2019 roku przez wytwórnię YG Entertainment. Album zawierał utwory z płyt New Kids: Begin, Return, New Kids: Continue i New Kids: The Final oraz cyfrowego singla „Rubber Band”. Zawierał dodatkowo główny singel i jedyny nowy utwór – „I'm OK”.

## Lista utworów
| CD 1 | CD 1                                                                   | CD 1                    | CD 1                       | CD 1                 | CD 1    |
| Nr   | Tytuł utworu                                                           | Tekst                   | Kompozycja                 | Aranżacja            | Długość |
| ---- | ---------------------------------------------------------------------- | ----------------------- | -------------------------- | -------------------- | ------- |
| 1.   | „Bling Bling”                                                          | B.I, Bobby, Millennium  | B.I, Millennium            | Millennium           | 3:39    |
| 2.   | „Sarang-eul haetda (Love Scenario)” (kor. 사랑을 했다 (Love Scenario)) | B.I, Bobby, Mot Mal     | B.I, Millennium, Seung     | Millennium           | 3:29    |
| 3.   | „Juggetda (Killing Me)” (kor. 죽겠다 (Killing Me))                     | B.I                     | B.I, Joe Rhee, R.Tee       | R.Tee, Joe Rhee      | 3:13    |
| 4.   | „Baram (Freedom)” (kor. 바람 (Freedom))                                | B.I, Bobby, Seung       | Millennium, B.I, Seung     | Millennium           | 3:21    |
| 5.   | „Beoltte (B-Day)” (kor. 벌떼 (B-Day))                                  | B.I, Bobby              | B.I, Airplay, Kang Uk-jin  | Airplay, Kang Uk-jin | 3:34    |
| 6.   | „Gomujuldaligi (Rubber Band)” (kor. 고무줄다리기 (Rubber Band))        | B.I, Mino, Seung, Bobby | B.I, Mino, Millennium      | Millennium           | 3:17    |
| 7.   | „Beautiful”                                                            | B.I, Bobby, Teddy Park  | Choice37, B.I, Teddy       | Choice37, Teddy      | 3:16    |
| 8.   | „Cocktail” (kor. 칵테일 (Cocktail))                                    | B.I, Bobby              | B.I, Millennium            | Millennium           | 3:46    |
| 9.   | „Only You”                                                             | B.I, Bobby              | B.I, Kang Uk-jin           | Kang Uk-jin          | 3:32    |
| 10.  | „Everything”                                                           | B.I, Bobby, Psy         | Psy, Yoo Gun-hyung, B.I    | Psy, Yoo Gun-hyung   | 3:34    |
| 11.  | „Nareul saranghaji anhnayo? (Love Me)” (kor. 나를 사랑하지 않나요?)    | B.I, Bobby, Kush, Ju-ne | Choice37, B.I, Kush, Ju-ne | Choice37             | 3:28    |

| CD 2 | CD 2                                                      | CD 2                     | CD 2                           | CD 2               | CD 2    |
| Nr   | Tytuł utworu                                              | Tekst                    | Kompozycja                     | Aranżacja          | Długość |
| ---- | --------------------------------------------------------- | ------------------------ | ------------------------------ | ------------------ | ------- |
| 1.   | „I'm OK”                                                  | B.I, Bobby, Kim Jong-won | B.I, Future Bounce             | Future Bounce      | 3:36    |
| 2.   | „Ibyeolgil (Goodbye Road)” (kor. 이별길 (Goodbye Road))   | B.I, Bobby               | B.I, Future Bounce, Bekuh BOOM | Future Bounce      | 3:59    |
| 3.   | „Long Time No See”                                        | B.I, Bobby               | B.I, Choice37, Lydia, Taeyang  | Choice37           | 3:26    |
| 4.   | „Best Friend”                                             | B.I, Lee Jung-hyun       | Future Bounce, Bekuh BOOM, B.I | Future Bounce      | 3:50    |
| 5.   | „Just Go”                                                 | B.I                      | B.I, Kang Uk-jin               | Kang Uk-jin        | 3:36    |
| 6.   | „Joh-ahaeyo (Adore You)” (kor. 좋아해요 (Adore You))      | B.I, Bobby               | B.I, Seo Won-jin               | Seo Won-jin, R.Tee | 3:30    |
| 7.   | „Ij-jimayo (Don't Forget)” (kor. 잊지마요 (Don't Forget)) | B.I, Bobby, Kim Joon     | B.I, Kang Uk-jin, Diggy        | Kang Uk-jin, Diggy | 4:13    |
| 8.   | „Nappeunnom (Jerk)” (kor. 나쁜놈 (Jerk))                  | B.I, Bobby               | B.I, Kang Uk-Jin               | Kang Uk-Jin        | 3:43    |
| 9.   | „Kkoljohda (Perfect)” (kor. 꼴좋다 (Perfect))             | B.I                      | B.I, Future Bounce             | Future Bounce      | 3:33    |
| 10.  | „An-aboja (Hug Me)” (kor. 안아보자 (Hug Me))              | B.I, Bobby               | B.I, Tablo                     | Tablo              | 3:36    |
| 11.  | „Julge (Just for You)” (kor. 줄게 (Just for You))         | B.I                      | B.I, Kang Uk-jin, LIØN         | Kang Uk-jin, LIØN  | 3:21    |

## Notowania
| Lista                     | Pozycja |
| ------------------------- | ------- |
| Gaon Weekly Album Chart   | 1       |
| Gaon Yearly Album Chart   | 34      |
| Oricon Weekly Album Chart | 30      |
| Five Music (Tajwan)       | 2       |

## Sprzedaż
| Kraj             | Sprzedaż                           |
| ---------------- | ---------------------------------- |
| Korea Południowa | 66 400+ (stan na grudzień 2019 r.) |
| Japonia          | 2280+                              |